# Municipio de Eastman
El municipio de Eastman (en inglés: Eastman Township) es un municipio ubicado en el condado de Foster en el estado estadounidense de Dakota del Norte. En el año 2010 tenía una población de 17 habitantes y una densidad poblacional de 0,18 personas por km².

## Geografía
El municipio de Eastman se encuentra ubicado en las coordenadas 47°21′46″N 98°33′10″O / 47.36278, -98.55278. Según la Oficina del Censo de los Estados Unidos, el municipio tiene una superficie total de 93.36 km², de la cual 92,19 km² corresponden a tierra firme y (1,25 %) 1,17 km² es agua.

## Demografía
Según el censo de 2010, había 17 personas residiendo en el municipio de Eastman. La densidad de población era de 0,18 hab./km². De los 17 habitantes, el municipio de Eastman estaba compuesto por el 100 % blancos. Del total de la población el 0 % eran hispanos o latinos de cualquier raza.